# Folkling
Folkling é uma comuna francesa na região administrativa de Grande Leste, no departamento de Mosela. Estende-se por uma área de 11,87 km². Em 2010 a comuna tinha 1 350 habitantes (densidade: 113,7 hab./km²).